# Diane Hegarty
Diane Hegarty (Chicago, 10 luglio 1942 – 23 luglio 2022) è stata un'esoterista statunitense.

## Biografia
Maga illusionista, fu la principale collaboratrice di Anton LaVey e con lui fondò nel 1966 la Chiesa di Satana, di cui fu la prima Gran Sacerdotessa. All'interno del movimento, ebbe anche altri incarichi: amministratrice della Chiesa, responsabile delle pubbliche relazioni e della stampa, fu lei a decidere l'arredamento e lo stile architettonico delle chiese locali; aiutò LaVey nella stesura delle sue opere tra cui The Satanic Bible (1969), The Satanic Rituals, The Compleat Witch (conosciuto anche come The Satanic Witch) e The Devil's Notebook.
Il rapporto tra la Hegarty e LaVey si fece sempre più stretto, tant'è che il fondatore del movimento satanista ripudiò la sua prima moglie Carole per sposarla con rito satanico; i due ebbero una figlia, Zeena Schreck (nata Zeena LaVey), che fu battezzata col rito satanico all'età di tre anni. Nel 1984 i due divorziarono, con rito satanico: pare che l'uomo fosse stato influenzato in questa decisione della figlia Karla LaVey, avuta da Carole, che chiese il divorzio del padre dalla seconda moglie e l'incarico di Gran Sacerdotessa per sé. Alla fine si arrivò a un compromesso: la Hegarty venne esautorata dal suo incarico di Gran Sacerdotessa, ma a succederle sarebbe stata la propria figlia Zeena. Visse poi a New York, dove si dedicò alle sue passioni; non rinnegò mai il suo passato satanista e, almeno ufficialmente, rimase un'affiliata della Chiesa.